# Indigové děti
Indigové děti je výraz, jímž zejména příznivci hnutí New Age označují děti, které mají být nadprůměrně inteligentní, s vyvinutou schopností intuice, kreativní; někdy jsou jim připisovány i parapsychologické a léčitelské schopnosti.
Termín „indigové děti“ pochází od Nancy Ann Tappeové, která se považuje za parapsycholožku a médium. Tento koncept vytvořila v sedmdesátých letech minulého století. Tappeová publikovala v roce 1982 knihu Understanding Your Life Through Color, kde popisuje tento koncept a vysvětluje, že v polovině 60. let minulého století si začala všímat, že mnoho dětí se rodilo s indigovou aurou (v jiných publikacích Tappeová říká, že indigová aura pochází ze „životních barev“ dětí). Myšlenka byla zpopularizována později, v roce 1999, knihou The Indigo Children: The New Kids Have Arrived, kterou napsali Lee Carroll a Jan Toberová.

## Přesvědčení
Stoupenci hnutí Nového věku věří, že tento nový druh dětí se objevil z nějakého důvodu: „Jejich přítomnost na Zemi má způsobit příchod Nového věku, takže by po roce 2012 měly převzít budoucnost planety Země.“

### Charakteristika indigových dětí
Carroll a Toberová uvedli deset atributů, které indigovým dětem připisují:
1. Cítí a vědí, že jsou urození, speciální a mělo by se s nimi tak zacházet.
2. Říkají o sobě, že si „zasloužily být tady“, a bývají překvapeny, když s nimi ostatní tyto pocity nesdílí.
3. Tyto děti jsou více sebevědomé.
4. Jen obtížně akceptují absolutní autoritu (např. vzdělávací systém).
5. Některá z pravidel, kterými se jiné děti řídí, jsou pro ně hloupá.
6. Jsou frustrovány z dogmatických systémů, které nevyžadují kreativní myšlení.
7. Mají jiný pohled na věci, které ostatní lidé normálně akceptují. Mají lepší nápady a metody, než kterých se lidé drží roky. Díky tomuhle mohou působit jako „bořiči systému“.
8. Dokud nejsou s „jedinci svého druhu“, mohou působit asociálně. Pokud nikoho sobě podobného nenaleznou, většinou se uzavírají do sebe a cítí, že jim lidé nerozumí. Škola je pro ně sociálně velice náročná.
9. Nereagují na „výchovu pocity viny“ („Počkej, až tatínek přijde domů a uvidí, cos provedl!“).
10. Uskutečnění jejich osobních potřeb je pro ně důležité a nebojí se to říct.

Charakteristické vlastnosti podle „The Care and Feeding of Your Indigo Child“ (česky: „Péče o vaše Indigové dítě“):
- Narozeni roku 1978 nebo později,
- Silná vůle,
- Tvrdohlavost,
- Kreativita (s uměleckou zálibou pro hudbu, poezii, literaturu atd.),
- Sklon k závislostem,
- Inteligentní, intuitivní a duševní (možná historie vidění či slyšení věcí, které nejsou skutečné),
- Izolace od ostatních, ať skrze agresivní působení nebo obyčejnou introverzi,
- Nezávislí a pyšní (i když vás konstantně žádají o peníze),
- Velká touha pomoct světu velkým způsobem,
- Nudí se snadno,
- Nejspíše někdy diagnostikován poruchou pozornosti (hyperaktivita),
- Sklon k nespavosti, častým nočním můrám, strach/těžkost usnout,
- Mají historii depresí, nebo dokonce sebevražedných myšlenek či pokusů,
- Nemají moc přátel, hledají hluboká, opravdová a trvající přátelství,
- Narození do obyčejné rodiny.

Pokud vaše dítě má většinu těchto vlastností, je indigovým dítětem.

## Kritika a skeptické názory
Skeptikové upozorňují, že Indigové hnutí postrádá jakékoli ověřitelné důkazy, které by existenci těchto dětí podpořily, a proto tuto teorii považují za pavědu, za nebezpečný esoterický výmysl. Někteří z autorů literatury o indigových dětech sice vystudovali psychologii, indigové dítě však není uznávaným pojmem psychologie.
Podle některých odborníků, jako je např. Russell Barkley, profesor psychiatrie, „tyto teorie nestojí na vědeckých základech. Nejsou dostupné žádné výzkumy.“ Barkley také vyjádřil znepokojení z toho, že problémové děti bývají jednoduše označeny jako „indigové“, což může oddalovat odpovídající diagnózu a následnou péči, která by jim mohla pomoci. Barkley také tvrdí, že běžně uváděná definice indigových dětí je natolik vágní, že se zde uplatňuje Barnumův (Forerův) efekt.
Mnoho z dětí, která jsou svými rodiči označena za indigová, má diagnostikovánu poruchu pozornosti s hyperaktivitou (ADHD). Psycholog David Cohen upozorňuje, že některým rodičům může vyhovovat označit dítě jako indigové, spíše než aby připustili, že jejich potomek má neurovývojovou poruchu.